# لعنة كينيدي

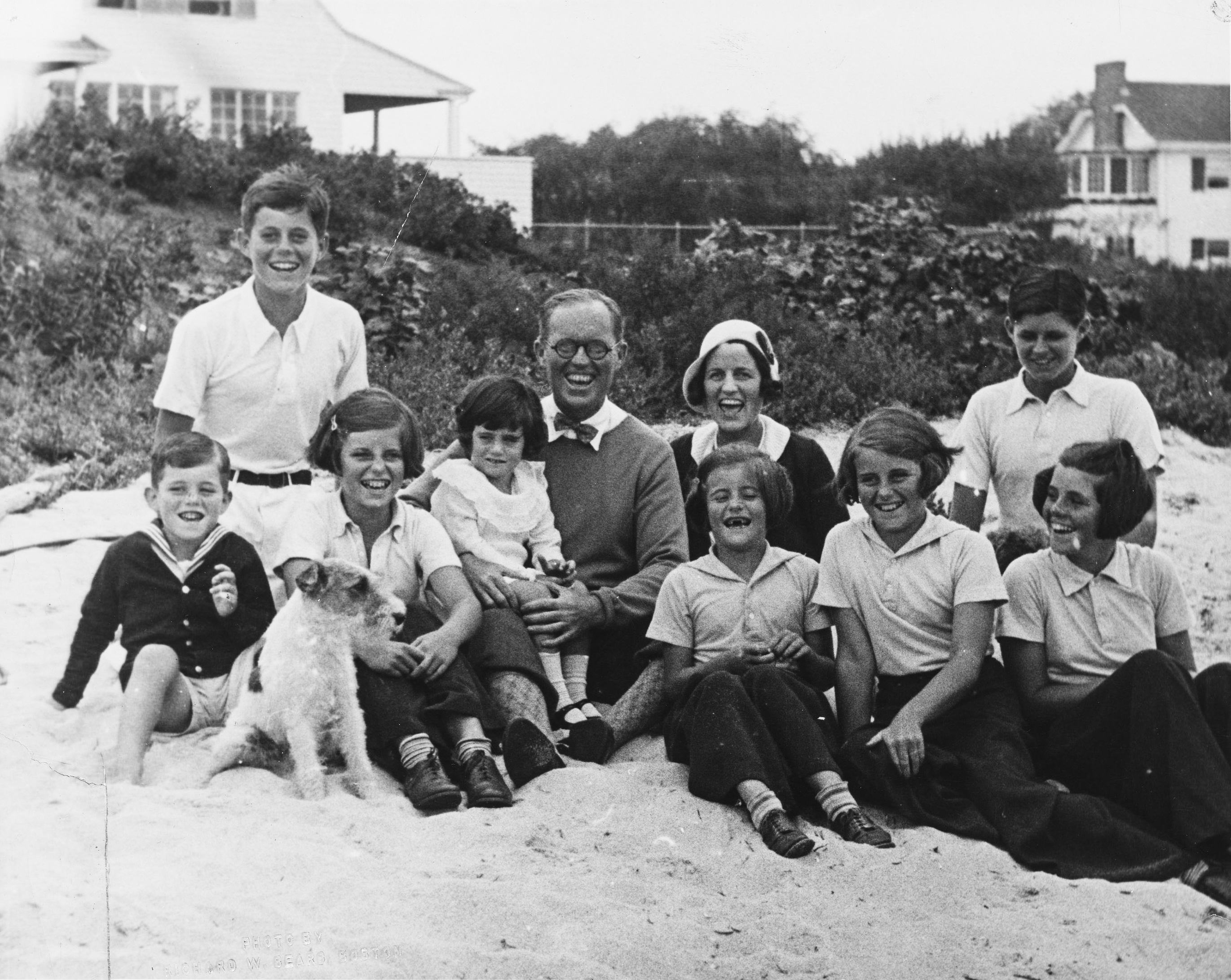
عائلة كينيدي في بلدة هيانيس في ماساشوستس في الرابع من سبتمبر عام 1931 وهم بالترتيب من اليسار إلى اليمين: بوبي وبليه جاك ويونيس وجان في أحضان جوزيف كينيدي الاب وبجانبه كاثيلين وباتريشيا وروزماري ومن خلفهم جوزيف الابن وروز وكلبهم الأليف بودي

لعنة كينيدي أو مأساة عائلة كينيدي، هو وصف لسلسلة من الأحداث المؤسفة التي أصابت العديد من أفراد عائلة كينيدي. وهذه اللعنة ما هي إلا مجموعة من الخرافات التي ابتدعها، وساعد على نشرها وسائل الإعلام.

## حوادث أصابت بعض أعضاء عائلة كينيدي
- 1941: أصُيبت روزماري كينيدي بخلل عقلي، ونشرت بعض المصادر شائعات عن معاناتها من بعض الأمراض العقلية مثل الكآبة، والفصام العقلي. وأجرى جوزيف باتريك كينيدي الأب -والد روزماري- لها سرًا جراحة دقيقة في المخ، بسبب نوبات الغضب الحادة والعنيفة التي تصيبها من آن لآخر. ولكن العملية الجراحية تسببت في إضعاف قدراتها العقلية أكثر، ولازمت روزماري المستشفى حتى وفاتها عام 2005.[5][5][11][12][13][14]
- 12 أغسطس 1944: انفجرت طائرة جوزيف باتريك كينيدي الابن شرق «سوفلوك»، وتوفى أثناء الحرب العالمية الثانية.
- 13 مايو 1948: توفيت الماركيزة كاثرين كافنديتش في حادثة سقوط طائرة في فرنسا.[5][12][14][15]
- 23 أغسطس 1956: ولدت جاكلين بوفير كينيدي طفلة ميتة، بالرغم من رغبة الأبوين تسمية الطفلة أرابيلا كتب على الضريح في مقابر أرلينغتون «ابنه» فقط.[5][16]
- 9 أغسطس 1963: توفى باتريك بوفير كينيدي بعد يومين من ولادته المبكرة.[5][15]
- 22 نوفمبر 1963: اغتيال جون فيتزجيرالد كينيدي رئيس الولايات المتحدة الأمريكية في دالاس. واتُهم لي هارفي أوزوالد بارتكاب الجريمة، ولكن لم يُحاكم حيث أطلق جاك روبي عليه النار وقتله قبل محاكمته بيومين. أقفلت الشرطة الفيدرالية «إف بي آي» ولجنة وارن (اللجنة التي أنشئها الرئيس ليندون للتحقيق في اغتيال جون كينيدي) التحقيقات بعد وفاة أوزوالد الذي اعتبروه المتهم الوحيد في القضية. على عكس ما أقرته «اللجنة الأمريكية المختارة للتحقيق في الاغتيالات» أن تحقيقات الشرطة الفيدرالية ولجنة وارن لم تكن كافية، وأن اغتيال جون كينيدي هو نتيجة مؤامرة.[4][5][12][13]
- 19 يونيو 1964: أمضى السيناتور إدوارد تيد كينيدي أسابيع في المستشفى حتى تعافى من إصاباته البالغة في الظهر والرئتان وتمزق الأضلاع ونزيف داخلي، بعد أن سحبه صديقه السيناتور بيرش إيفان الابن من حطام حادثة طائرة التي توفى فيها أحد مساعدي تيد.[12][14][15][17]
- 5 يونيو 1968 : قام سرحان بشارة سرحان باغتيال السيناتور روبرت فرانسيس كينيدي، بعد لحظات من فوزه في المرحلة الأولى من الانتخابات الرئاسية في كاليفورنيا. ويقضي سرحان إلى الآن عقوبة بالسجن مدى الحياة في سجن ولاية الوادي الجميل.[5][12][14][15]
- 18 يوليو 1969: انحرفت سيارة تيد كينيدي عن الطريق وسقط من فوق جسر في جزيرة «تشاباكويدك». ما تسبب في وفاة ماري جون كوبتشن، والتي كانت ترافق كينيدي في السيارة. وصرح تيد بعد ذلك في لقاء تلفزيوني في الخامس والعشرين من يوليو/تموز «لقد تساءلت كثيرا ليلة الحادثة إذا ما كانت هناك لعنة حقيقة تطارد أفراد عائلة كينيدي.»[5][6][12][14][15]
- 13 أغسطس 1973 : أصيب بام كيلي في حادثة سيارة كان يقوده جوزيف باتريك الابن.[5][13][15]
- 17 نوفمبر: بُترت قدم تيد كينيدي الابن بسبب إصابته بمرض سرطان العظام.
- 30 أكتوبر: ارتكب مايكل سكاكل –ابن شقيق إيثيل كينيدي- جريمة قتل جارته مارثا موكسلي. تم إصدار حكم ضده بالسجن من 20 عاما إلى السجن مدى الحياة.[18]
- 25 أبريل 1984: توفى ديفيد أنتوني كينيدي إثر تناوله جرعة مفرطة من المخدرات في غرفة فندق بالم بيتش في ولاية فلوريدا.[5][12][13][14][15]
- 1أبريل 1991: تم توجيه تهمة الاعتداء على سيدة إلى ويليام كينيدي سميث في أحد ممتلكات العائلة في بالم بيتش. وقد جذبت هذه القضية اهتمام الكثير من وسائل الإعلام. وفي النهاية تم تبرئة ويليام من هذه التهم.[1][3][13][15]
- 31 ديسمبر 1997: توفى مايكل لي كينيدي في حادثة تزحلق على الجليد في آسبن، كولورادو.[1][5][12][13][14][15]
- 16 يوليو 1999: توفى جون ف كينيدي الابن وزوجته وأخته غير الشقيقة في حادثة طائرة. حيث تعطلت طائرة بايبر ساراتوجا التي كان يقودها كينيدي، وسقطت في المحيط الأطلنطي بسبب خطأ بشري.[5][12][14][15]
- 16 سبتمبر 2011: توفت كارا كينيدي ألين أثناء ممارسة الرياضة في نادي واشنطن الرياضي إثر نوبة قلبية. بالرغم من تحسن حالتها الصحية عقب إزالتها لأحد رئتيها عام 2002؛ بسبب إصابتها بسرطان الرئة.[19][20]
- 16 مايو 2012 : انتحرت ماري ريتشارد كينيدي في منزلها في بيدفورد في ولاية نيويورك.[14][21]